# Erdling
Erdling (с нем. — «Земляне») — немецкая метал-группа, основанная в конце 2014 года Нилом Фрайвальдом (Девином) и Никласом Калем.

## История
История Erdling берет свое начало еще в те времена, когда в немецкой группе Stahlmann выступал ударник Никлас Каль, а Нил Девин только присоединился к стану «Стальных». Не со всеми у Нила получилось наладить взаимоотношения в группе, единственным человеком, с которым нашлось взаимопонимание, оказался ударник Ник.
При выступлениях и некоторых моментах в студии, Нил и Ник заговорили об однообразии последних альбомов и что Stahlmann не хочет развиваться.
В том же году Соер умудрился создать себе соло-проект Sündenklang. Этот проект был направлен на привлечение «слабого пола», так как считал Мартин, что если на концерт будут ходить девушки, то и парни подтянутся за ними.
Но спустя один альбом, это творение еле дышит и мало дает выступлений. Мартин как-то раз обещал, что напишет к этому соло-творению еще и второй полноформатник, но так все на обещаниях и заглохло. В этой связи, Ник и Нил стали чувствовать дискомфорт и нехватку времени и нереализованности.
После чего, по прошествии года, ребята приняли решение о выходе из «Стальных». Ребята после ухода из Stahlmann были в раздумьях о том, что же им делать дальше. А чувство нереализованности долго их не покидало, пока не решили о создании своей группы.
Как только начались налаживания контактов, парни поняли, что нужно выбрать стиль «Industrial Metal» с щепоткой «Dark Rock», что касается других музыкантов, то они не заставили Нила ждать. И тут, примкнули Нено и Марко. Касательно лейбла, то его ребятам не нужно было даже искать. «Out Of Line Music GmbH» была сама заинтересована в группе, которая носила простое, легкое и запоминающееся название «Erdling».

Как-то Нил объяснил причину, по которой было выбрано название своему детищу:
«Суть проста, и она заключается в том, что мы все живем на планете под названием „Земля“ и таким образом, все мы [Erdling]» 

## Дискография

### Альбомы
- 2016: Aus den Tiefen
- 2017: Supernova
- 2018: Dämon
- 2020: Yggdrasil
- 2021: Helheim
- 2023: Bestia

### Мини-альбом
- 2018: Dämon – The Secret Tracks

### Синглы
- 2015: Blitz und Donner
- 2016: Mein Element
- 2018: Tieftaucher
- 2019: Wir sind Midgard
- 2019: Im Namen der Krähe
- 2019: Wölfe der Nacht
- 2019: Am heiligen Hain
- 2021: Fimbulwinter
- 2021: Rabenherz
- 2021: Götterdämmerung
- 2021: Leuchtfeuer
- 2022: Deus
- 2023: Freiheit
- 2023: Eis und Feuer
- 2024: Miasma
- 2025: Ohne Uns
- 2025: Los Los Los
- 2025: Dominus Omnium

## Состав
- Нил Фрайвальд (Нил Девин) — вокал, гитара, программирование
- Кристиан Шефер — барабаны
- Макс Нэш - гитара
- Valy - гитара
- Робин Сем Федрфёльнир — басист

### Бывшие участники
- Марко Полити — басист
- Никлас Каль — ударник
- Нэйт Пирсон — басист
- Андерс Пьер — басист
- Кристиан Айхлингер — ударник
- Neno Knuckle (Ne Djentno) — гитара

### Временные участники
- Александр Лангер — басист